# Castro del Río
Castro del Río település Spanyolországban, Córdoba tartományban. Castro del Río Baena, Espejo, Córdoba, Cañete de las Torres, Nueva Carteya, Cabra és Montilla községekkel határos. Lakosainak száma 7612 fő (2024).

## Népesség
A település népessége az elmúlt években az alábbi módon változott:
| Lakosok száma | 8029 | 8076 | 8074 | 8114 | 8079 | 8052 | 7917 | 7809 | 7740 | 7612 |
|               | 2001 | 2004 | 2006 | 2009 | 2011 | 2014 | 2016 | 2019 | 2021 | 2024 |